# Jaunpass
Lo Jaunpass (in francese Col du Jaun) è un passo di montagna nelle Prealpi svizzere. Collega Gruyère nel Canton Friburgo con la Simmental nel Canton Berna.  Scollina a un'altitudine di 1 509 m s.l.m.

## Storia
La strada venne costruita dopo la metà del XIX secolo per collegare le piazze militari di Bulle e di Thun; venne pianificata durante la Guerra franco-prussiana e portata a termine nel 1878.